# Pseudofumea umbrosella
Pseudofumea umbrosella är en fjärilsart som beskrevs av Hans Rebel 1935. Pseudofumea umbrosella ingår i släktet Pseudofumea och familjen säckspinnare. Inga underarter finns listade i Catalogue of Life.